# Daniel Maté
Daniel Francisco Maté Badenes (San Sebastián, 1963/64) es un español multimillonario, y el propietario de aproximadamente el 3% de Glencore. Es licenciado en economía y derecho, ambos de la Universidad de Deusto. El 5 de noviembre de 2017 su nombre se ve implicado en los Paradise Papers.
Maté es el encargado del marketing del zinc y del plomo en Glencore. Está casado, tiene dos hijos y vive en el cantón de Schwyz, Suiza.